# Interstate 10
Interstate 10 (I-10) é a rodovia transcontinental mais ao sul da Interstate Highway System. A I-10 é a quarta interestadual mais longa dos Estados Unidos, com 3.959,53 km (2.460,34 milhas), depois da I-90, I-80 e I-40. De oeste para leste, ela passa pela Califórnia, Arizona, Novo México, Texas, Luisiana, Mississippi, Alabama e Flórida. Essa rodovia faz parte da rede originalmente planejada em 1956, e sua última seção foi concluída em 1990.
A I-10 se estende do Oceano Pacífico na State Route 1 (SR 1, Pacific Coast Highway) em Santa Mônica, Califórnia, até a I-95 em Jacksonville, Flórida. Outras grandes cidades conectadas pela I-10 incluem (de oeste para leste) Los Angeles, Phoenix, Las Cruces, El Paso, San Antonio, Houston, Baton Rouge, Nova Orleans, Gulfport, Mobile, Pensacola e Tallahassee. Mais de um terço de sua extensão total está no estado do Texas, onde a rodovia atravessa o estado em sua maior largura.

## Galeria

California
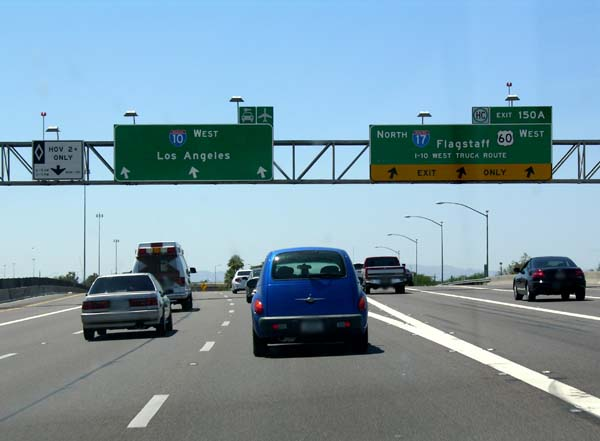
Arizona
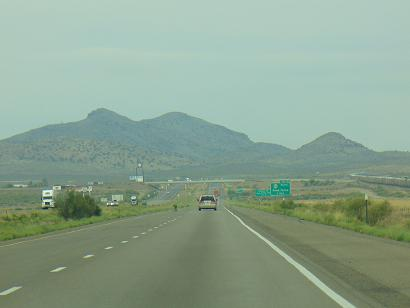
Novo México
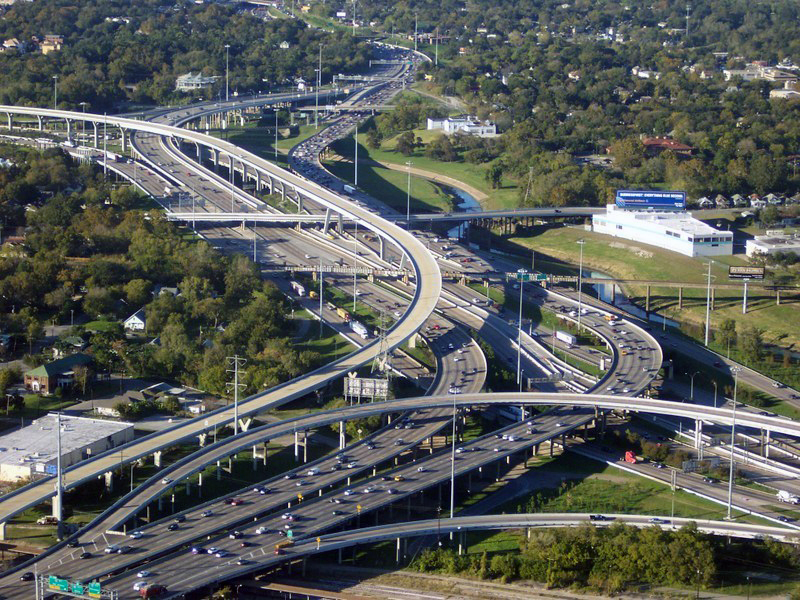
Texas
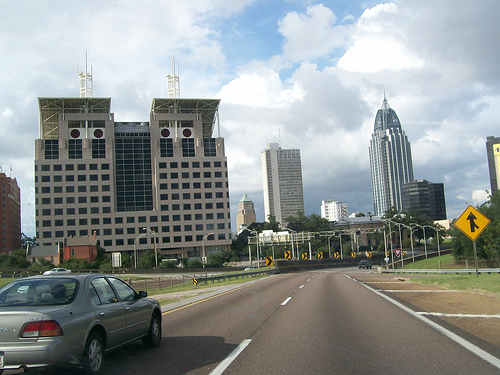
Alabama
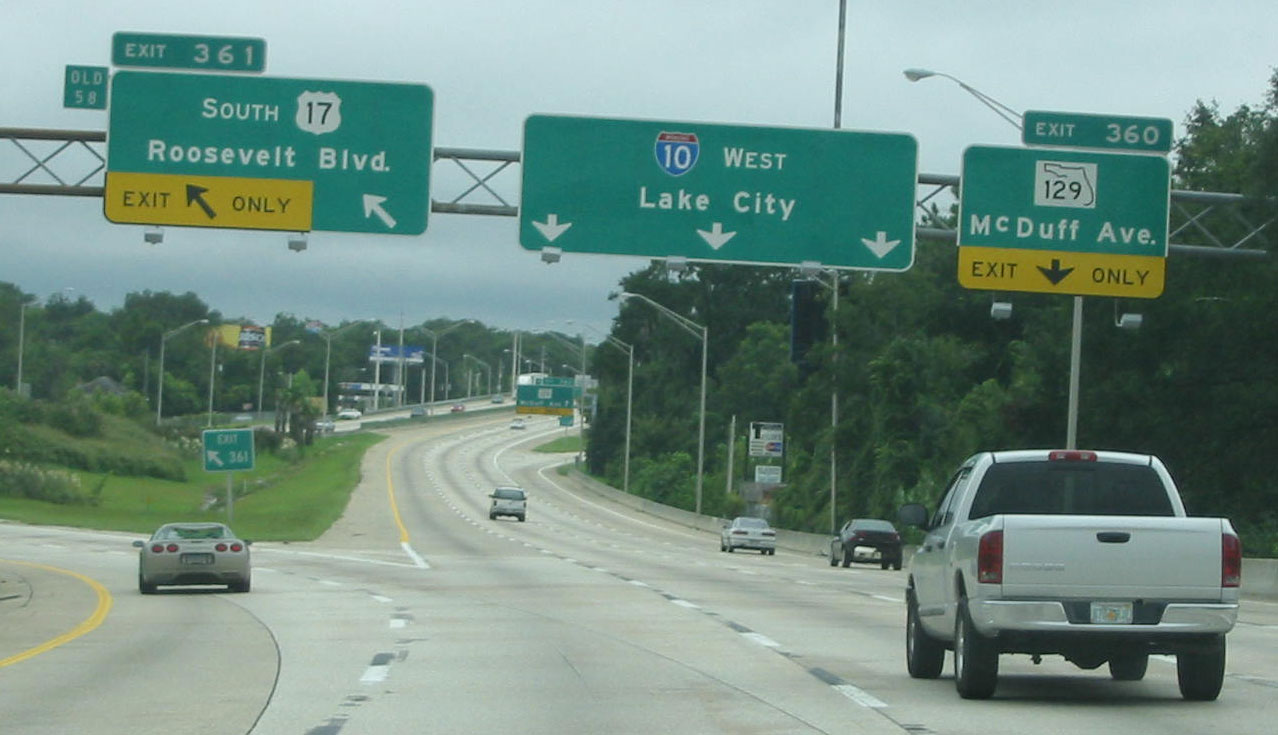
Florida